# جف باتلر
جف باتلر (انگلیسی: Geoff Butler؛ زادهٔ ۲۶ سپتامبر ۱۹۴۶) بازیکن فوتبال اهل بریتانیا است.
از باشگاه‌هایی که در آن بازی کرده‌است می‌توان به باشگاه فوتبال پیتربورو یونایتد، باشگاه فوتبال چلسی، باشگاه فوتبال ای‌اف‌سی بورنموث، باشگاه فوتبال نوریچ سیتی، باشگاه فوتبال میدلزبرو، و باشگاه فوتبال ساندرلند اشاره کرد.